# Montenoison
Montenoison ist eine französische Gemeinde mit 124 Einwohnern (Stand: 1. Januar 2022) im Département Nièvre in der Region Bourgogne-Franche-Comté. Sie gehört zum Arrondissement Cosne-Cours-sur-Loire und zum Kanton La Charité-sur-Loire. Die Bewohner werden Montenoisonnais und Montenoisonnaises genannt.

## Nachbargemeinden
Montenoison liegt etwa 27 Kilometer nordöstlich von Nevers.
Nachbargemeinden von Montenoison sind Arthel im Norden, Champlin im Norden und Nordosten, Champallement im Osten, Moussy im Osten und Südosten, Oulon im Süden und Südwesten sowie Giry im Westen.

## Bevölkerungsentwicklung
| Jahr                       | 1962 | 1968 | 1975 | 1982 | 1990 | 1999 | 2006 | 2011 | 2016 |
| Einwohner                  | 226  | 205  | 141  | 161  | 125  | 122  | 124  | 124  | 122  |
| Quellen: Cassini und INSEE |      |      |      |      |      |      |      |      |      |

## Sehenswürdigkeiten
- Kirche Notre-Dame aus dem 15. Jahrhundert, Glocke von 1623 ist seit 1938 als Monument historique klassifiziert
- Ruine der Burg des Grafen von Nevers aus dem 13. Jahrhundert, seit 1929 als Monument historique eingeschrieben
- Kapelle Saint-Jean-Baptiste, Ende der 1920er Jahre errichtet

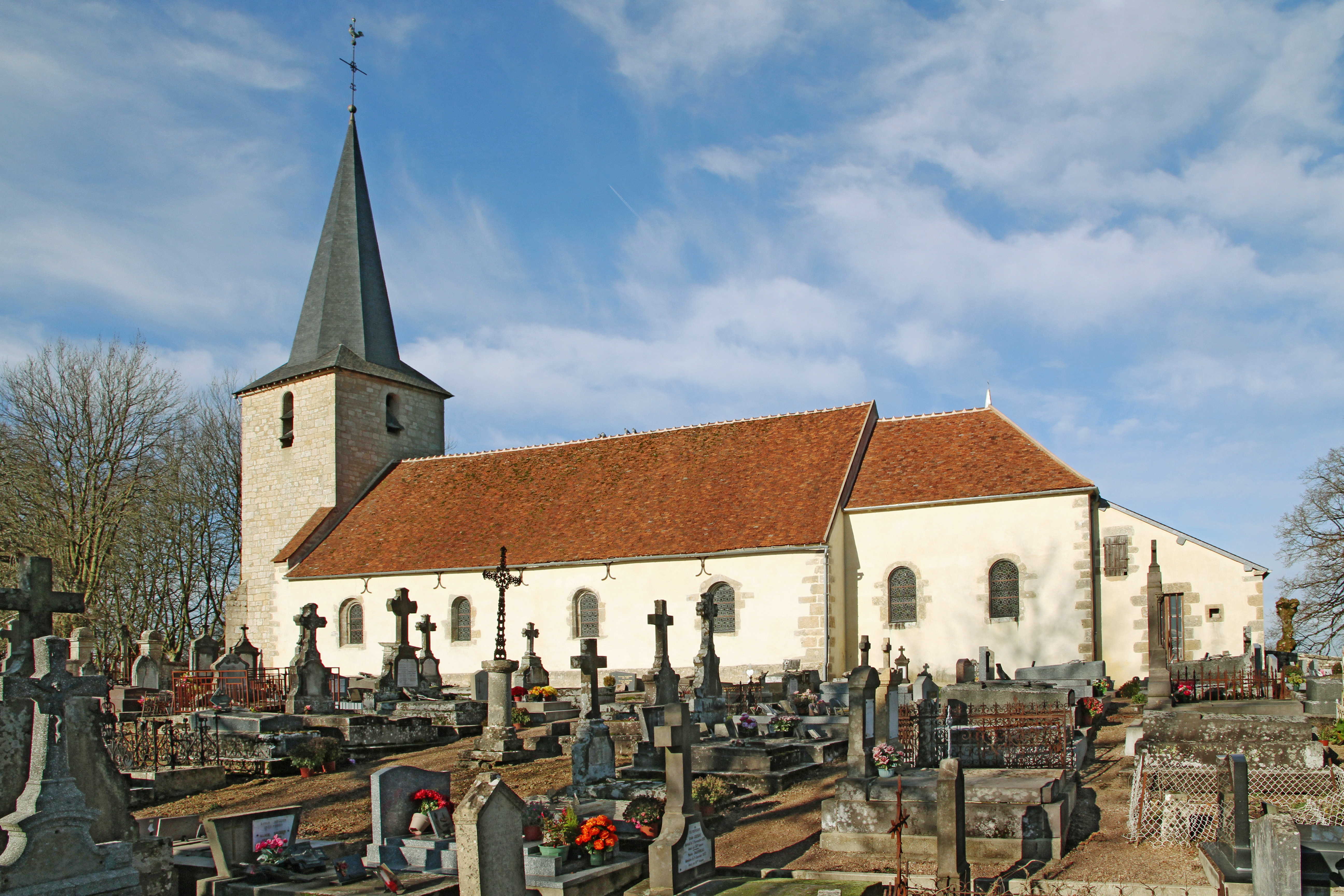
Kirche Notre-Dame
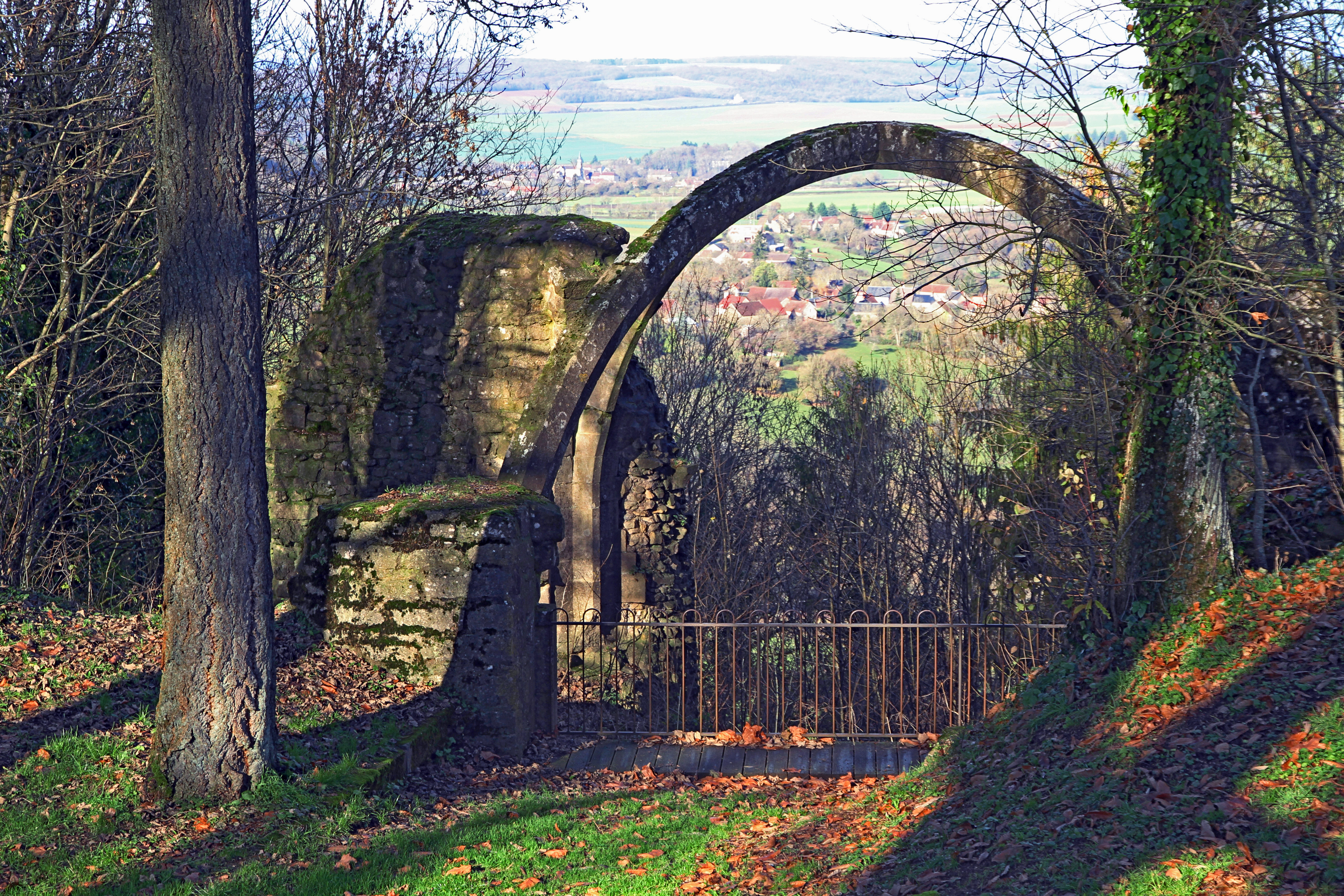
Burgruine
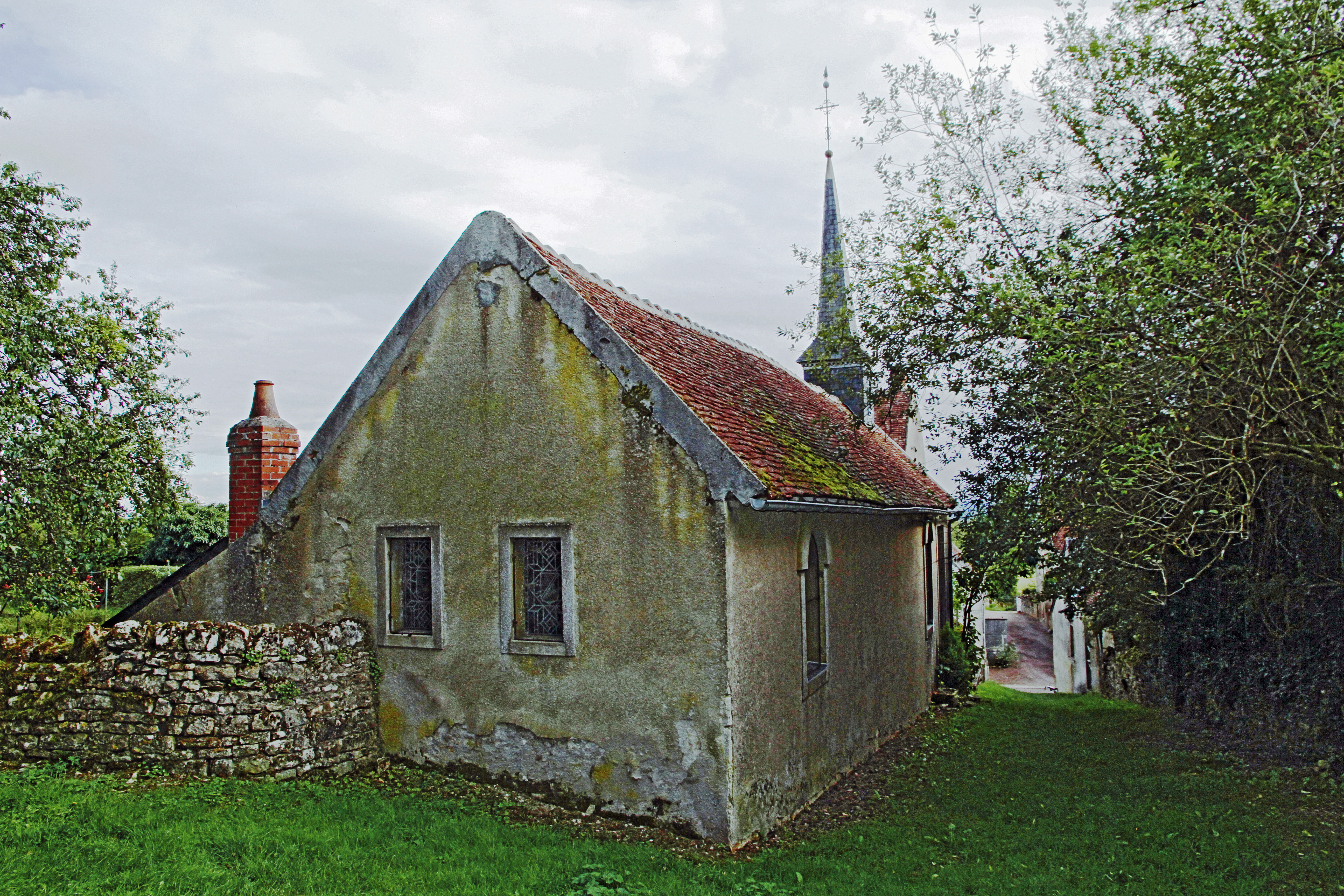
Kapelle Saint-Jean-Baptiste